# Christman (Automarke)
Christman war eine US-amerikanische Automarke.

## Markengeschichte
Diese Marke geht auf Charles E. Christman zurück. Er war ein Schmied in Los Gatos in Kalifornien. Im Januar 1901 stellte er sein erstes Fahrzeug her. Er suchte Investoren in San José. Am 20. März 1901 gründete er die Christman Motor Carriage Company. Der Sitz war in San José und die Fabrik in Los Gatos. W. Peyton Smith wurde Präsident, James F. Stephenson Vizepräsident und Christman Superintendent. Der Plan war, mit 50 Mitarbeitern täglich ein Fahrzeug herzustellen. Am 6. Juni 1901 berichtete eine Zeitung, dass die Fabrik nach San José verlagert werden musste und derzeit das dritte Fahrzeug in Arbeit wäre. 1902 übernahm die Golden State Automobile Company das Werk. Offensichtlich endete 1902 die Produktion der Christman-Fahrzeuge, wenngleich Charles Christman seinen Posten noch 1904 und 1905 innehatte und sich Automobilhersteller nannte.
Im April 1907 gründete Christman die Christman Motor Car Company in Los Angeles. Beteiligt waren Elton S. Bogle, Arthur Kunze, Stephen S. Wilder und Harmon D. Ryus. Sie fertigten in Los Gatos weitere Fahrzeuge. Die Produktion fand in der White Garage statt, wo Ryus tätig war. Das Unternehmen stellte Fahrzeuge bei einigen örtlichen Automobilausstellungen aus. Noch 1907 endete die Produktion.

## Fahrzeuge
Zu den Fahrzeugen von 1901 bis 1902 ist nichts bekannt.
Das Fahrzeug von 1907 hatte große Räder, eine breite Spurweite und eine niedrige Übersetzung. Damit war es für die damaligen schlechten Straßen gut geeignet.